# Franklin Hobbs
Franklin Warren "Fritz" Hobbs, IV, född 30 juli 1947 i Manchester, New Hampshire, är en amerikansk roddare.
Han tog OS-silver i åtta med styrman i samband med de olympiska roddtävlingarna 1972 i München.
Efter idrottskarriären har Hobbs arbetat inom USA:s näringsliv och är bland annat styrelseordförande för finansbolaget Ally Financial.
Han är äldre bror till den före detta roddaren Bill Hobbs.